# Discografia de Maroon 5
A discografia de Maroon 5 consiste em cinco álbuns de estúdio, quatro álbuns ao vivo, duas coletâneas, quinze singles e vinte videoclipes.
O primeiro álbum da banda, Songs About Jane, foi lançado em 2002, ganhando o certificado de Platina quatro vezes nos Estados Unidos, onde chegou à posição #6, e cinco no Reino Unido, alcançando o topo da UK Albums Chart. Desse álbum foram lançados cinco singles, sendo "This Love" e "She Will Be Loved" os mais bem sucedidos nas paradas musicais. Em 2004, eles lançaram seu primeiro álbum ao vivo, 1.22.03.Acoustic, que alcançou a #42 no Billboard 200 e ganhou o certificado de Ouro nos Estados Unidos. No ano seguinte, lançaram o último single do álbum, "Must Get Out", assim como o segundo álbum ao vivo, Live - Friday the 13th. Em 2007, o segundo álbum de estúdio, It Won't Be Soon Before Long, foi lançado e, embora tenha chegado a #1 nos Estados Unidos, teve menores vendas que o primeiro álbum no país, ganhando duas vezes o certificado de Platina. Esse álbum também rendeu cinco singles e o primeiro, "Makes Me Wonder", foi o que obteve melhores posições nas paradas. Ainda nesse ano lançaram a coletânea The B-Side Collection. Em 2008 lançaram mais dois álbuns ao vivo - Live from SoHo, que não apareceu nos charts e Live from Le Cabaret, #117 nos EUA - além da coletânea Call and Response: The Remix Album.
Em 2010, eles lançaram o disco Hands All Over, que alcançou a segunda posição na parada de discos da Billboard e foi mais tarde certificado platina. Esse álbum rendeu quatro singles; o mais bem sucedido foi "Moves Like Jagger", com participação de Christina Aguilera, que alcançou a primeira posição em diversos países e foi certificado quatro vezes platina nos Estados Unidos.

## Álbuns

### Álbuns de estúdio
| 2002                                                                                         | Songs About Jane - Lançado: 25 de junho de 2002 - Gravadora: J Records/Octone Records - Formatos: CD, download digital | 6 | 5  | 1 | 7  | 3 | 2  | 1  | 1  | 1  | 12 | - : 5,149,000 - RIAA: 5× Platina - ARIA:: 5× Platina - MC:: 3× Platina - ABPD:: Ouro - BPI:: 5× Platina |
| 2007                                                                                         | It Won't Be Soon Before Long - Lançado: 22 de maio de 2007 - Gravadora: A&M/Octone - Formatos: CD, download digital    | 1 | 6  | 5 | 14 | 2 | 4  | 3  | 2  | 1  | 6  | - : 2,379,000 - RIAA: 2× Platina - BPI: Platina - ARIA: Platina - Canadá MC: Platina                    |
| 2010                                                                                         | Hands All Over - Lançado: 21 de setembro de 2010 - Gravadora: A&M/Octone - Formatos: CD, download digital              | 2 | 17 | 7 | 20 | 5 | 8  | 13 | 12 | 6  | 10 | - : 1,400,000 - RIAA: Platina - MC: Platina - ABPD: Ouro                                                |
| 2012                                                                                         | Overexposed - Lançamento: 22 de junho de 2012 - Gravadora: A&M/Octone - Formatos: CD, download digital                 | 2 | 4  | 4 | 7  | 3 | 3  | 3  | 3  | 2  | 7  | - : 1,690,000 - RIAA: Platina - ABPD: Ouro - ARIA: Platina - RIANZ: Ouro                                |
| 2014                                                                                         | V - Lançamento: 29 de agosto de 2014 - Gravadora: Interscope Records - Formatos: CD, download digital                  | 1 | 6  | 4 | 10 | 1 | 11 | 7  | 11 | 4  | 2  | - : 3,000,000 - RIAA: 3× Platina - MC: 3× Platina - ABPD: Ouro - ARIA: Ouro - RIANZ: Ouro               |
| 2017                                                                                         | Red Pill Blues - Lançamento: 3 de novembro de 2017 - Gravadora: Interscope Records - Formatos: CD, download digital    | 2 | 44 | 7 | 31 | 2 | 21 | 21 | 6  | 12 | 21 | - : 1,000,000 - RIAA: Platina - MC: Ouro - IFPI: Ouro - GLF: Ouro                                       |
| "—" denota álbuns que não posicionaram nas paradas musicais ou não foram lançados na região. | |   |    |   |    |   |    |    |    |    |    | |

### Álbuns ao vivo
| 2004                                                         | 1.22.03.Acoustic - Lançado: 22 de Junho de 2004 - Gravadora: Octone Records                     | 42  | —  | 55 | 64 | 66 | 58 | - EUA: Ouro |
| 2005                                                         | Live - Friday the 13th - Lançado: 20 de Setembro de 2005 - Gravadoras: J Records/Octone Records | 61  | 37 | —  | —  | —  | —  |             |
| 2008                                                         | Live from SoHo - Lançado: 25 de Março de 2008 - Gravadoras: A&M/Octone                          | —   | —  | —  | —  | —  | —  |             |
| 2008                                                         | Live from Le Cabaret - Lançado: 20 de Setembro de 2008 - Gravadora: Octoscope Music             | 117 | —  | —  | —  | —  | —  |             |
| "—" representa álbuns não posicionados nas paradas musicais. |                                                                                                 |     |    |    |    |    |    |             |

### Coletâneas
| 2007                                                     | The B-Side Collection - Lançado: 18 de Dezembro de 2007 - Gravadoras: A&M/Octone                 | —  | — | — | — | — | — |
| 2008                                                     | Call and Response: The Remix Album - Lançado: 9 de Dezembro de 2008 - Gravadora: Octoscope Music | 73 | — | — | — | — | — |
| "—" denota álbuns não posicionados nas paradas musicais. |                                                                                                  |    |   |   |   |   |   |

## Singles
| 2003 | "Harder to Breathe"                              | 18 | —  | 37 | —  | —  | 86 | —  | 37 | —  | —  | - RIAA: Ouro | Songs About Jane             |  |  |  |
| 2004 | "This Love"                                      | 5  | 5  | 8  | 3  | —  | 5  | 6  | 4  | 4  | 3  | - ARIA: Ouro - RIAA: Platina - BPI: Prata                                                                          | Songs About Jane             |  |  |  |
| 2004 | "She Will Be Loved"                              | 5  | 25 | 1  | 27 | —  | 6  | 3  | 18 | 18 | 4  | - ARIA: Platina - RIAA: Platina - MC: Platina - BPI: Prata                                                         | Songs About Jane             |  |  |  |
| 2004 | "Sunday Morning"                                 | 31 | 83 | 27 | 52 | —  | 20 | 22 | 21 | 87 | 27 | - RIAA: Ouro | Songs About Jane             |  |  |  |
| 2005 | "Must Get Out"                                   | —  | —  | —  | —  | —  | 8  | 34 | 38 | —  | 39 | | Songs About Jane             |  |  |  |
| 2007 | "Makes Me Wonder"                                | 1  | 11 | 6  | 12 | 1  | 7  | 10 | 8  | 14 | 2  | | It Won't Be Soon Before Long |  |  |  |
| 2007 | "Wake Up Call"                                   | 19 | 41 | 19 | 17 | 6  | 20 | 35 | 32 | 12 | 33 | | It Won't Be Soon Before Long |  |  |  |
| 2007 | "Won't Go Home Without You"                      | 48 | 11 | 7  | 16 | 16 | 28 | 28 | 20 | 65 | 44 | - ARIA: Ouro | It Won't Be Soon Before Long |  |  |  |
| 2008 | "If I Never See Your Face Again" (feat. Rihanna) | 51 | —  | 11 | 54 | 12 | 11 | 16 | 21 | 52 | 28 | - ARIA: Platina | It Won't Be Soon Before Long |  |  |  |
| 2008 | "Goodnight Goodnight"                            | —  | —  | —  | —  | —  | —  | —  | —  | —  | —  | | It Won't Be Soon Before Long |  |  |  |
| 2010 | "Misery"                                         | 14 | 30 | 39 | 28 | 13 | 10 | 10 | 38 | 32 | 30 | - RIAA: Ouro | Hands All Over               |  |  |  |
| 2010 | "Give a Little More"                             | 86 | —  | —  | —  | 91 | —  | —  | —  | —  | —  | | Hands All Over               |  |  |  |
| 2011 | "Never Gonna Leave This Bed"                     | 55 | —  | —  | —  | —  | 29 | —  | —  | —  | —  | - RIAA: Ouro | Hands All Over               |  |  |  |
| 2011 | "Moves Like Jagger" (feat. Christina Aguilera)   | 1  | 2  | 2  | 1  | 1  | 1  | 1  | 1  | 5  | 2  | - ARIA: 9× Platina - RIAA: 6× Platina - BVMI: Platina - IFPI: Ouro - IFPI: Ouro - MC: 7× Platina - BPI: 2× Platina | Hands All Over               |  |  |  |
| 2012 | "Payphone"                                       | 2  | 4  | 2  | 5  | 1  | 8  | 2  | 2  | 4  | 1  | - ARIA: 5× Platina - RIAA: 5× Platina - BVMI: Ouro - IFPI: Ouro - IFPI: Ouro - MC: 3× Platina - BPI: Platina       | Overexposed                  |  |  |  |
| 2012 | "One More Night"                                 | 1  | 17 | 2  | 8  | 2  | 15 | 16 | 1  | 11 | 8  | - ARIA: 4× Platina - RIAA: 4× Platina - IFPI: Ouro - RIANZ: 2× Platina - BPI: Prata                                | Overexposed                  |  |  |  |
| 2012 | "Daylight"                                       | 7  | 75 | 19 | 35 | 5  | 29 | 37 | 11 | 53 | 63 | - ARIA: Platina - RIAA: Platina - RIANZ: 2× Platina                                                                | Overexposed                  |  |  |  |
| 2013 | "Love Somebody"                                  | 10 | —  | —  | —  | 10 | —  | 56 | 34 | —  | —  | - RIAA: Ouro | Overexposed                  |  |  |  |
| 2014 | "Maps"                                           | 6  | 6  | 30 | 18 | 1  | 14 | 22 | 16 | 22 | 2  | - RIAA: Platina - ARIA: Ouro - BPI: Prata - MC: 2× Platina                                                         | V                            |  |  |  |
| 2014 | "Animals"                                        | 3  | 11 | —  | 36 | 2  | 19 | 23 | 11 | 28 | 27 | | V                            |  |  |  |
| 2015 | "Sugar"                                          | 2  | 41 | 6  | 25 | 2  | 10 | 5  | 3  | 10 | 7  | | V                            |  |  |  |
| 2015 | "This Summer's Gonna Hurt like a Motherfucker"   | 23 | 45 | —  | 38 | 16 | 39 | 46 | —  | 56 | 40 | | V                            |  |  |  |
| 2015 | "Feelings"                                       | —  | —  | —  | —  | —  | —  | —  | —  | —  | —  | | V                            |  |  |  |
| 2017 | "Don't Wanna Know"                               | 7  |    | 6  | 26 | 6  | 11 | 6  | 13 | 16 | 5  | | Red Pill Blues               |  |  |  |
| 2017 | "Cold"                                           | —  | —  | —  | —  | —  | —  | —  | —  | —  | —  | | Red Pill Blues               |  |  |  |
| 2017 | "What Lovers Do (feat. SZA)"                     |    |    |    |    |    |    |    |    |    |    | | Red Pill Blues               |  |  |  |
| 2017 | "Whiskey (feat. A$AP Rocky)"                     |    |    |    |    |    |    |    |    |    |    | | Red Pill Blues               |  |  |  |
| 2017 | "Help Me Out (feat. Julia Michaels)"             |    |    |    |    |    |    |    |    |    |    | | Red Pill Blues               |  |  |  |
| 2017 | "Wait"                                           |    |    |    |    |    |    |    |    |    |    | | Red Pill Blues               |  |  |  |
| 2018 | Girls Like You                                   |    |    |    |    |    |    |    |    |    |    | |                              |  |  |  |
| 2019 | "Memories                                        |    |    |    |    |    |    |    |    |    |    | |                              |  |  |  |

### Outras canções
| 2007                                                          | "Nothing Lasts Forever" | 123 | —  | It Won't Be Soon Before Long         |
| 2007                                                          | "Everyday People"       | —   | 37 | Different Strokes by Different Folks |
| 2010                                                          | "Stutter"               | 84  | —  |                                      |
| "—" representa canções não posicionadas nas paradas musicais. |                         |     |    |                                      |

## Miscelânea
Canções gravadas pela banda, mas que não aparecem em nenhum de seus lançamentos oficiais.
| Ano  | Título                            | Álbum                                  | Notas                                                      |
| ---- | --------------------------------- | -------------------------------------- | ---------------------------------------------------------- |
| 2004 | "Woman"                           | Spider-Man 2 (trilha sonora)           |                                                            |
| 2004 | "Pure Imagination"                | Mary Had a Little Amp                  | Originalmente do filme Willy Wonka & the Chocolate Factory |
| 2006 | "Lovely Day" (feat. Bill Withers) | Hoot (trilha sonora)                   | Cover de Bill Withers                                      |
| 2007 | "Happy Xmas (War is Over)"        | Make Some Noise, Amnesty International | Cover de John Lennon                                       |

## Videoclipes
| Ano  | Canção                                    | Diretor          |
| ---- | ----------------------------------------- | ---------------- |
| 2002 | "Harder to Breathe"                       | Marc Webb        |
| 2004 | "This Love"                               | Sophie Muller    |
| 2004 | "She Will Be Loved"                       | Sophie Muller    |
| 2004 | "Sunday Morning"                          | Big TV!          |
| 2004 | "She Will Be Loved" (versão do unplugged) |                  |
| 2005 | "Shiver"                                  |                  |
| 2005 | "Must Get Out" (ao vivo)                  | Russell Thomas   |
| 2007 | "Makes Me Wonder"                         | John Hillcoat    |
| 2007 | "Wake Up Call"                            | Jonas Åkerlund   |
| 2007 | "Won't Go Home Without You"               | Sophie Muller    |
| 2008 | "Goodnight Goodnight"                     | Marc Webb        |
| 2008 | "If I Never See Your Face Again"          | Anthony Mandler  |
| 2010 | Misery                                    | Joseph Kahn      |
| 2010 | "Give a Little More"                      | Paul Hunter      |
| 2010 | "Hands All Over"                          | Don Tyler        |
| 2011 | "Never Gonna Leave This Bed"              | Tim Nackashi     |
| 2011 | "Runaway"                                 |                  |
| 2011 | "Out of Goodbyes" (com Lady Antebellum)   | Travis Schneider |
| 2011 | "Moves Like Jagger"                       | Jonas Åkerlund   |
| 2012 | "Payphone"                                | Samuel Bayer     |
| 2012 | "One More Night"                          | Peter Berg       |
| 2012 | "Daylight"                                | Jonas Âkerlund   |
| 2013 | "Love Somebody"                           | Rich Lee         |
| 2014 | "Maps"                                    | Peter Berg       |
| 2014 | "Animals"                                 |                  |